# Константиновское сельское поселение (Татарстан)
Константиновское се́льское поселе́ние (тат. Константиновка авыл җирлеге, Konstantinofka awıl cirlege) — упразднённое сельсокое поселение в Высокогорском районе Татарстана.
Административный центр — село Константиновка.

## История
Образовано 27 марта 1918 года как Константиновский сельсовет в составе Воскресенской волости Казанского уезда той же губернии.
С 1920 года в составе той же волости Арского кантона Татарской АССР. После её упразднения в 1927 году вошёл в состав Казанского района.
При укрупнении сельсоветов в 1932 году в его состав был включён Самосыровский сельсовет.
После разукрупнения Казанского района в 1938 году в составе Столбищенского района.
В 1959 году, после упразднения Столбищенского района, оказался в составе Высокогорского района; в том же году в его состав были включены Малоклыковский и Чебаксинский сельсоветы.
В рамках всесоюзной административно-территориальной реформы в 1963 году оказался в составе Пестречинского укрупнённого сельского района. С 1965 года вновь в составе Высокогорского района; в том же году в состав сельсовета было включен населённый пункт Вознесенское Салмачинского сельсовета.
На 1966 год в состав сельсовета входили 7 населённых пункта: Белянкино, Большие Клыки, Вознесенское, Константиновка, Малые Клыки, Самосырово, Чебакса.
В 1998 году Вознесенское, Большие и Малые Клыки были включены в состав Казани.
В 2005 году сельсовет был преобразован в сельское поселение в составе 4 населённых пунктов: Константиновка, Чебакса, Самосырово и Белянкино.
В 2008 году упразднён, все населённые пункты включены в состав Казани.

## Население
Население сельсовета (сельского поселения) составляло 1004 чел. в 1923 году, около 4200 чел. в 1966 году, 4625 чел. в 1997 году.

## Колхозы
В 1949 году на территории сельсовета действовали 2 колхоза:
- «Новая жизнь» (Константиновка),
- «Путь Ильича» (Самосырово)[15].